# August Spies
August Vincent Theodore Spies, ameriški delavec in politični aktivist; * 10. december 1855, Landecker Amt, zvezna dežela Hessen, Nemčija; † 11. november 1887, Chicago, ZDA.
Spies je bil v Nemčiji rojen ameriški anarhist, kot tak pa ena ključnih oseb Haymarketskega izgreda, zaradi katerega je bil v spornih okoliščinah usmrčen z obešenjem.

## Življenje
August Spies je bil rojen v nemški zvezni deželi Hessen leta 1855. Po očetovi smrti leta 1871 je z materjo Christine ter brati Henryjem, Kennyjem, Willyjem in Adolfom ter sestro Maggie emigriral v Združene države Amerike leta 1872. Družina se je naselila v Chicagu, kjer je August postal tapetnik. Krivice, ki jih je čutil kot delavec, so bile vzrok njegovim udeležbam pri aktivnostih trgovskih zvez, kasneje, leta 1877, pa tudi včlanitvi v Socialno delavsko stranko, kjer se je poglobil v delavska vprašanja. Tako je 1880. leta postal tudi urednik anarhističnega dnevnika Arbeiter Zeitung.
Zaradi udeležbe na Haymarketskem izgredu je prestajal sojenje, med katerim je bil v priporu. Tam se je januarja 1887 poročil z Nino van Zandt, edino hčerjo uveljavljenega chicaškega kemika. V zaporu je Spies napisal avtobiografijo. Obešen je bil 11. novembra 1887. Po njegovi smrti se je Nina poročila vnovič, a se je 7 let zatem ločila od moža ter zopet prevzela priimek Spies.

## Anarhizem in Haymarketski izgred
Glavni članek: Haymarketski izgred
Spies je kot chicaški delavec druge polovice 19. stoletja globoko občutil takratno polarizirano ameriško družbo ter posledice. Zato je bil privrženec anarhističnih idej, ki jih je razvijal v Socialni delavski stranki ZDA kot urednik časnika Arbeiter Zeitung. Znan je bil po svoji agresivni retoriki, katere primer je letak, ki ga je izdal 4. maja 1886 na dan zanj usodnih demonstracij. Besedilo z naslovom Maščevanje! Delavci k orožju! je med drugim vsebovalo odstavek: "Ubili so nesrečnike, ker so ti, tako kot vi, zbrali pogum za nespoštovanje vrhovne volje vaših gospodarjev. Ubili so jih, da bi vam pokazali, kako morate biti 'Svobodni ameriški državljani' zadovoljni s tistim, kar vam gospodarji blagovolijo dovoliti, saj boste v nasprotnem primeru umrli. Če ste možje, če ste sinovi vaših praočakov, ki so prelili njihovo kri za vašo svobodo, potem boste zrasli v vsej svoji veličini, Herkuli, in uničili ostudno pošast, ki vas uničuje. K orožju vas pozivamo, k orožju!"
Kasneje tega dne je Spies govoril na delavskem shodu na mestnem trgu Haymarket. Policija, ki je nadzorovala dogajanje, je kljub nasprotnim navodilom župana poslala med množico svoje enote, ki bi slednjo razkropile. Sledil je izbruh nasilja in eksplozija bombe, ki je ubila štiri policiste. Aretiranih je bilo sedem ljudi, med njimi August Spies. Kasneje se je oblastem sam javil še Albert Parsons.
Več prič je potrdilo, da nihče od osmih obtožencev - August Spies, Albert Parsons, Adolph Fischer, George Engel, Louis Lingg, Michael Schwabb, Samuel Fielden in Oscar Neebe - ni vrgel bombe. Potrjeno je bilo tudi, da je Spies v trenutku detonacije govoril na govorniškem odru oziroma je, po drugih virih, končal z govorom in se še vedno nahajal na odru. Kljub vsemu je bila osmerica obtožencev spoznana za krive; sedmim je bila odrejena smrtna kazen, enemu pa 15-letna zaporna kazen.

## Sojenje
Sojenje Augustu Spiesu in njegovim sedmim tovarišem zaradi incidenta je bilo kontroverzno. To potrjujejo dejstva, da je bila porota skrbno izbrana, da je bil eden izmed njenih članov sorodnik ubitega policista, pa tudi izjava državnega pravnega zastopnika Juliusa Grinnella: "Obsodite te može, naredite iz njih primer, obesite jih in rešili boste naše institucije." Med sojenjem je porota prebirala politična besedila obtožencev, ki naj bi pozivala k nasilju, in v njih iskala dokaze za njihovo odgovornost za nasilno dejanje na shodu.
Po obsodbi so se Spies in soobsojenci obrnili na Višje sodišče zvezne države Illinois, nato pa še na Vrhovno sodišče ZDA. Zahteva po ponovni obravnavi primera je bila zavrnjena. Trije izmed obsojenih so prosili za pomilostitev, ki jo je odobril John Peter Altgerd, takratni guverner Illinoisa. Lingg je napravil samomor v zaporu, medtem ko je bila četverica Parsons, Fischer, Engel in Spies obešena 11. novembra 1887. Pred smrtjo na vislicah je Spies zavpil: "Prišel bo čas, ko bo naša tišina močnejša od glasov, ki jih dušite danes!"